# Daniel Bobrow
Daniel Gureasko Bobrow (Nova Iorque, 29 de novembro de 1935 – Palo Alto, 20 de março de 2017) foi um cientista da computação estadunidense, que criou o programa de inteligência artificial STUDENT, com o qual obteve um PhD, trabalhou na Raytheon BBN Technologies, sendo depois pesquisador no Intelligent Systems Laboratory da Xerox PARC.
Obteve o bacharelado no Instituto Politécnico Rensselaer em 1957, um mestrado na Universidade Harvard em 1958, e um PhD em matemática no Instituto de Tecnologia de Massachusetts em 1964, orientado por Marvin Minsky. Na BBN foi um dos desenvolvedores do TENEX.
Bobrow foi presidente da American Association for Artificial Intelligence (AAAI), acadêmico da Cognitive Science Society, Editor-in-chief do periódico Artificial Intelligence. Foi um dos recipientes do ACM Software Systems Award de 1992 por seu trabalho no Interlisp. Foi fellow da ACM.